# Korl Biegemann

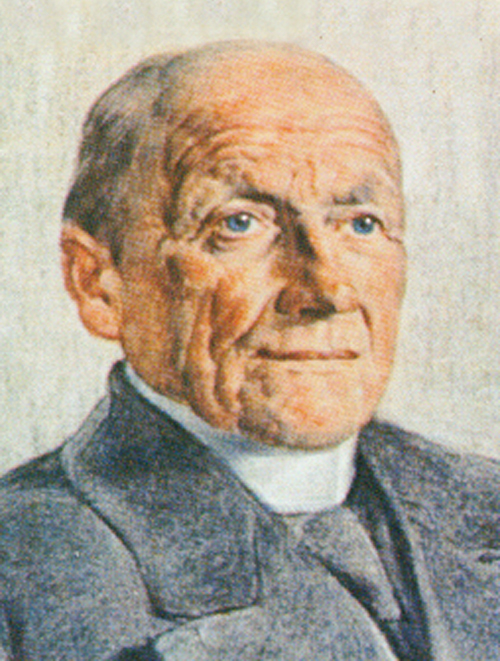
Korl Biegemann alias Karl Ulrich Volkhausen

Korl Biegemann, eigentlich Karl Ulrich Volkhausen, (* 6. Februar 1854 in Volkhausen (heute Bad Salzuflen); † 14. Januar 1937 ebenda) war ein lippischer Arzt und Mundartdichter.

## Leben
Karl Ulrich Volkhausen wurde am 6. Februar 1854 auf dem Gutshof Volkhausen, heute im Bad Salzufler Ortsteil Retzen gelegen, als jüngstes von vier Kindern des Amtsmeiers Friedrich Philipp Volkhausen und seiner Ehefrau Henriette Wilhelmine geb. Falkmann geboren.
Nach dem Besuch der Bürgerschule in Retzen ging er in den Jahren 1864 bis 1872 auf das Gymnasium in Detmold. Im Anschluss daran begann er ein Medizinstudium in Würzburg und setzte es in Göttingen und Leipzig fort. Hier schloss er am 20. Februar 1877 das Studium im Alter von 23 Jahren mit vorzüglich gut ab und musste anschließend einen einjährigen Wehrdienst zum Teil als Militärarzt ableisten. Ab dem 1. April 1878 praktizierte er in Schötmar als Arzt. 1892 legte Volkhausen sein Physikatsexamen mit drei Arbeiten aus den Bereichen Gerichtsmedizin, Hygiene und forensische Medizin ab. Einer mündlichen Prüfung brauchte er sich aufgrund der Qualität seiner Prüfungsarbeiten nicht unterziehen. Ab 1894 war Volkhausen zusätzlich als Physikus tätig. Diese Funktion entsprach dem heutigen Kreisarzt und führte ihn in die Städte Salzuflen und Lage, sowie von der lippischen Westgrenze bis vor die Tore von Lemgo und Detmold.
Die Privatpraxis in Schötmar gab er Ende 1898 aus gesundheitlichen Gründen auf. Ab 1. Januar 1904 war Volkhausen Kreisarzt in Detmold und in den folgenden Jahren bekam er die Titel Sanitäts- und Medizinalrat verliehen. Im Jahr 1905 wurde er als Mitglied in das Medizinalkollegium der Fürstlich Lippischen Regierung berufen.
Unter dem Pseudonym Korl Biegemann betätigte sich Volkhausen in seiner Freizeit als Mundartdichter und -schriftsteller. Er schrieb Gedichte und Erzählungen, die sich in besonderem Maße mit der lippischen Landschaft und den Menschen befassten. Zwischen 1899 und 1929 erschienen fünf Bände. Das erste und bekannteste Werk ist der Gedichtband Twisken Biege un Weern (Zwischen Bega und Werre) aus dem Jahr 1900, das insgesamt drei Auflagen erlebte. 1919 erschien Plattdeutsche in Lippe gang und gäbe Redensarten, Redewendungen, Sprichwörter usw. Dann folgte 1923 der Band Late Sommer (Spätsommer), der episch-lyrische Erzählungen aus dem lippischen Bauernstand enthielt. 1925 erschien Dat leste Blatt mit plattdeutschen Gedichten und schließlich 1929 Iut Deppelts äolen Dagen (Aus Detmolds alten Tagen) mit plattdeutschen Geschichten aus dem früheren Detmold. Daneben wurden seine Gedichte wiederholt in den lippischen Tageszeitungen und Heimatkalendern abgedruckt.
Seine Gedichte und Erzählungen gaben Volkhausens Erfahrungen mit den lippischen Menschen in Stadt und Land wieder, die er bei seinen häufigen Krankenbesuchen antraf. Er soll mit den Bauern ausschließlich Plattdeutsch gesprochen haben. Seine eigene Gesundheit war allerdings nicht die beste. Er litt unter starkem Asthma und später unter beidseitiger Linsentrübung. Aus diesen Gründen wurde er bereits zum 1. April 1915 pensioniert – offenbar aber noch aus einem weiteren Grund. Der Pensionierung ging ein handfester Skandal voraus, denn weder Medizinalrat Volkhausen noch der Leiter des Detmolder Landeskrankenhauses, Georg Schemmel, erkannten rechtzeitig im Frühjahr 1914 eine sich schnell ausbreitende Pockenepidemie. Beide Ärzte wurden daraufhin beurlaubt. Dessen ungeachtet verlieh die Stadt Detmold anlässlich seines 80. Geburtstages die Ehrenbürgerschaft an Ulrich Volkhausen in dankbarer Anerkennung seiner Verdienste um die heimatliche Mundart und ihre dichterische Gestaltung, sowie im Besonderen als Dank für seine pflichtbewusste und segensreiche ärztliche Tätigkeit.
Seinen Lebensabend verbrachte Volkhausen abwechselnd in Detmold und auf dem Hof Volkhausen. Dort verstarb er am 14. Januar 1937.
Unter seinem Pseudonym ist er heute weit bekannter als unter seinem eigentlichen Namen. Mehrere Straßen in Lippe wurden nach ihm benannt, entweder als Volkhausen- oder als Korl-Biegemann-Straße: In Bad Salzuflen „Volkhausenstraße“, im Ortsteil Retzen, in Lemgo, Lage, Oerlinghausen, Barntrup und in Schieder „Korl-Biegemann-Straße“.

## Werke
- Twisken Biege un Weern. 1900 (ULB Münster)
- Plattdeutsche in Lippe gang und gäbe Redensarten. 1919 (LLB Detmold)
- Late Sommer. 1923
- Dat leste Blatt. 1925
- Iut Deppelts äolen Dagen. 1929